# 苏元镇
苏元镇，是中华人民共和国甘肃省陇南市成县下辖的一个乡镇级行政单位。
2016年，甘肃省民政厅批复同意撤销苏元乡，设立苏元镇。

## 行政区划
苏元镇下辖以下地区：
张家湾村、虎垭村、大坡村、大安山村、尹水村、水坝村、庙儿垭村、川子坝村、包家寺村和龙窝村。